# Narcoterrorisme
Narcoterrorisme est un terme inventé par l'ancien président du Pérou Fernando Belaúnde Terry en 1983 lorsqu'il décrivait des attaques de type terroriste contre la police anti-stupéfiants de son pays. 
Dans son contexte d'origine, le narcoterrorisme désigne des tentatives faites par des trafiquants de stupéfiants d'influencer les politiques d'un gouvernement ou d'une société par la violence et l'intimidation, et d'entraver l'application des lois antidrogue par la menace systématique ou le recours à une telle violence. La violence de Pablo Escobar dans ses relations avec le gouvernement colombien est probablement l'un des exemples de narcoterrorisme les plus connus et les mieux documentés. 
Le terme est devenu un sujet de controverse, en grande partie en raison de son utilisation dans les discussions sur l'opposition violente à la guerre contre les drogues (« War on Drugs ») du gouvernement américain.   
Le terme est de plus en plus utilisé pour les organisations terroristes qui se livrent à des activités de trafic de drogue pour financer leurs opérations et obtenir des recrues et de l'expertise. Ces organisations comprennent les FARC, ELN, Autodéfenses unies de Colombie (AUC) en Colombie, Sentier lumineux (PCP-SL) au Pérou, le Hamas et les Taliban.  
Un rapport du Congressional Research Service de 2013 a noté qu'en 2003, la Drug Enforcement Administration (DEA) a signalé que 14 des 36 (39%) des groupes considérés par les États-Unis comme organisations terroristes étrangères — étaient impliqués — dans une certaine mesure — dans des activités illicites liées aux stupéfiants —, tandis qu'au cours de l'exercice 2010, le département américain de la Justice (DOJ) — a rapporté que 29 des 63 principaux syndicats internationaux de la drogue, identifiés comme tels sur la liste des organisations prioritaires prioritaires consolidées (CPOT), étaient associés à des terroristes —. 
En 2000, les États-Unis ont commencé à financer, sous l'administration Bush, le Plan Colombie, dans le but d'éradiquer les cultures de drogue et d'agir contre les seigneurs de la drogue accusés de se livrer au narcoterrorisme, y compris parmi eux les dirigeants des FARC marxistes et les forces paramilitaires des AUC. Le gouvernement américain finance des campagnes d'éradication de drogue à grande échelle et soutient les opérations militaires colombiennes, cherchant l'extradition des commandants. 
Bien qu'al-Qaida soit souvent censée financer ses activités par le trafic de drogue, le Rapport final de la commission nationale sur les attaques terroristes contre les États-Unis du 11 septembre note que — si le commerce de la drogue était une source de revenus pour les talibans, il ne servait pas le même but pour al-Qaïda, et là n'est pas une preuve fiable que Ben Laden a été impliqué dans le trafic de drogue ou s'en est fait un revenu —. L'organisation gagne la plupart de ses finances grâce à des dons, en particulier ceux de « riches Saoudiens ». 
Les critiques de l'interdiction des drogues disent que c'est cette interdiction elle-même qui finance le terrorisme.

## Exemples
Les zones ou les pays qui ont un narcoterrorisme actif ou historique ou une narco-guerre comprennent :   
- L'Afghanistan, pour financer ses opérations par la vente d'opium et d'héroïne pendant la guerre d'Afghanistan
- Le Brésil a plusieurs groupes organisés et formés qui dominent les territoires, mènent des offensives contre les forces de sécurité fédérales et étatiques, contrôlent le marché clandestin des drogues, des armes et des munitions et appliquent la violence par le terrorisme psychologique, communautaire et aveugle contre la population civile.
- La Colombie, qui compte des "narco-terroristes" paramilitaires de droite influents, le Clan del Golfo, Los Rastrojos, Águilas Negras et la guérilla révolutionnaire de gauche, l’Armée populaire de libération populaire.
- L'Inde et le D-Company, un syndicat du crime basé à Mumbai qui a mené les attentats de Bombay en 1993. Dit être impliqué dans un trafic de drogue à grande échelle via leurs contacts avec les services de renseignement pakistanais.
- Le Kosovo, pendant la guerre civile de 1999. L’Armée de libération du Kosovo (ALK) utilisait le « narcoterrorisme » pour financer ses opérations[3].
- Liban - Le Hezbollah tirerait ses revenus des opérations de trafic de drogue au Moyen-Orient et en Amérique latine. Selon une recherche menée par l'Institut Abba Eban dans le cadre d'une initiative appelée Janus Initiative, le Hezbollah fait un profit sur le marché de la contrebande de cocaïne pour en tirer parti pour des activités terroristes. Des membres du Hezbollah supervisent des activités de financement illicite et de trafic de drogue, déplaçant environ 200 millions de dollars par mois.
- Mexique, cartels et gangs de drogue Cartel de Sinaloa - Gente Nueva, Los Zetas, Cartel de nouvelle génération de Jalisco, La Línea (gang), La Resistencia (gang), Los Mexicles, Los Pelones, Artistas Asesinos, Barrio Azteca
- Irlande du Nord, où des paramilitaires loyalistes comme l'Ulster Volunteer Force sont connus pour être impliqués dans le trafic de drogue.
- Pérou, guérilla révolutionnaire de gauche Sentier lumineux
- Le Mouvement islamique d'Ouzbékistan se financerait par le trafic d'héroïne.
- Venezuela, sous la forme du Cartel de los Soles .

## Narcoterrorisme en Colombie
Au cours de la 1984 à 1993, la Colombie a été connue comme l'un des pays qui ont subi un certain nombre d'attentats terroristes dans les mains des trafiquants de stupéfiants. Belisario Betancourt, Virgilio Barco et Cesar Gaviria étaient trois présidents colombiens qui se sont constamment battus contre les cartels de la drogue, en particulier celui connu sous le nom de Los Extraditables dirigé par Pablo Escobar Gaviria et Gonzalo Rodriguez Gacha. Un certain nombre de crimes commis par « Los Extraditables », également connu sous le nom de cartel de Medellin, sont dus à leurs batailles constantes contre la loi gouvernementale. 

### Histoire
Pablo Escobar a été élu comme représentant en tant que délégué alternatif au Congrès, mais des allégations de politiciens, du journal El Espectador et du ministre de la Justice l'ont déclaré trafiquant de drogue et il a finalement été renvoyé du Congrès le 4 janvier 1984. 
Le 30 avril 1984, un tireur en motocyclette du cartel de Medellín a tué le ministre de la Justice Rodrigo Lara Bonilla. Le 6 novembre 1985, le mouvement 19 avril (Movimiento 19 de Abril), des guérilleros marxistes, a assiégé le palais de Justice afin de tenir en otage tous les magistrats suprêmes. La réaction militaire organisée a fait brûler le bâtiment, faisant 91 morts, dont onze juges. Bien que le M-19 nie avoir été financé par des sources extérieures, plusieurs sources affirment que le cartel de Medellin les a financées. De plus, de nombreuses bombes ont explosé à travers le pays, la plus mémorable étant celle qui a fait tomber le vol 203 d'Avianca lors de son survol de Soacha Cundinamarca, faisant 107 morts en 1989. 

## Voir également
- Cartel de la drogue
- Commerce illégal de drogues